# سپیده تیموری
سپیده تیموری زاده ۶ اسفند ۱۳۷۰ ورزشکار اهل تهران است.
او ورزشکار اسکیت هنری (اسکیت نمایشی) عضو تیم ملی و دارنده مدال نقره مسابقات قهرمانی آسیا ۲۰۱۴ چین می‌باشد. او همچنین مربی و داور اسکیت هنری و اسکیت سرعت نیز می‌باشد.